# Philippe Chardin
Pour les articles homonymes, voir Chardin.
 (janvier 2017).
Philippe Chardin est un écrivain, critique littéraire et universitaire français né à Paris le 10 décembre 1948, et mort le 11 janvier 2017.

## Biographie
Philippe Chardin est le premier auteur français à avoir été publié par les éditions Jacqueline Chambon (« Souvenirs impies en 1989, « L’Obstination » en 1990 puis à nouveau, chez Jacqueline Chambon associée avec Actes Sud, « Le méchant vieux temps » en 2008) et l'un des premiers écrivains à avoir été publiés par Alain Veinstein  dans la collection « Melville »  chez Léo Scheer (« Soliloque pour clarinette seule », 2003).  Son œuvre d’essayiste s’ouvre quant à elle avec « Le roman de la conscience malheureuse » (Droz, Genève, 1982 ; repris dans la collection « Titre courant » en 1998).

### Études et carrière universitaire
Philippe Chardin, ancien élève de l’École normale supérieure, agrégé de Lettres modernes et docteur d’État à l’université Paris-Sorbonne, a enseigné la littérature comparée, successivement, en tant qu’assistant à l’université de Poitiers, puis, en tant que professeur, à l’université de Reims (où il a dirigé durant 10 ans le département de Lettres modernes) et à l’université de Tours où il a été nommé professeur de classe exceptionnelle ; il a également été professeur associé à l’université de Cologne en Allemagne et à l’université d’Édimbourg en Écosse.

### Essais et critique littéraire
Dans le domaine de la critique littéraire, Philippe Chardin est spécialiste des littératures européennes en prose de la seconde moitié du XIXe siècle, du XXe siècle et de l’époque contemporaine, en particulier des évocations romanesques de l’avant-guerre de 1914, des romans d’éducation, des représentations littéraires de la jalousie, des «  réceptions créatrices »  en littérature, notamment autour des œuvres de Gustave Flaubert, de Dostoïevski, de Robert Musil et des écrivains viennois, ainsi que de certains genres ou formes littéraires  mixtes. Il s’est également intéressé à l’histoire des idées à la fin du XIXe siècle et au XXe siècle à travers les rapports entre philosophie et littérature, entre littérature et psychanalyse (notamment à partir du roman  d’Italo Svevo La conscience de Zeno ) ou entre littérature et politique. Enfin Philippe Chardin, qui codirige le séminaire Proust à l’ITEM, s’est orienté, dès son mémoire de maîtrise qui portait sur « Proust et Dostoïevski », vers une série d’approches comparatistes et européennes, de l’œuvre de Marcel Proust, avec de grands écrivains étrangers qui lui sont contemporains comme Robert Musil ou comme Thomas Mann ou  de grands prédécesseurs comme Flaubert, comme Tolstoï ou comme Dostoïevski.

### Romans et nouvelles
Dans le domaine de la fiction, les cinq récits qu’il a publiés se situent à la lisière du roman et d’autres genres littéraires et forment des hybrides originaux : nouvelles en forme de Bildungsroman fragmentaire (Souvenirs impies) ; histoire d’un amour et d’une rupture dans laquelle les lettres jouent un grand rôle (L’Obstination) ; soliloque  autour d’un apprentissage tardif de la clarinette et de souvenirs liés à une liaison avec une jeune cantatrice (Soliloque pour clarinette seule) ;satire de l’université française en forme de « roman comique » (Alma mater, premier roman comique inspiré par l’université française, Séguier) ; bilan mélancolique des vies respectives à travers des retrouvailles d’un week-end entre d’anciens amis de lycée. Tous ses livres se caractérisent par une attention particulière portée à l’écriture et à la langue, par un fort potentiel d’humour noir (en particulier dans la satire de l’université française) et par la récurrence de certains leitmotive proustiens comme ceux de la jalousie ou du « méchant vieux temps ».

## Publications

### Romans et nouvelles
- Souvenirs impies, Nîmes, éditions Jacqueline Chambon, 1989, 125 p. (ISBN 2-87711-014-1)
- L’Obstination, Nîmes, éd. Jacqueline Chambon, 1990, 140 p. (ISBN 2-87711-047-8)
- Alma mater : premier roman comique inspiré par l’université française, Paris, éd. Atlantica-Séguier, 2000, 160 p. (ISBN 2-84049-177-X)
- Soliloque pour clarinette seule, Paris, éd. Léo Scheer, coll. Melville, 2003, 97 p. (ISBN 2-914172-89-3)
- Le Méchant Vieux Temps : roman, Paris, éd. Jacqueline Chambon/Actes Sud, 2008, 119 p. (ISBN 978-2-7427-7689-4)

### Essais et critique littéraire
- Un roman du clair-obscur : L’Idiot de Dostoïevski, Paris, éd. Minard, 1976 (réédition 2007), 111 p. (ISBN 978-2-256-90354-0 et 2-256-90354-0)
- Le roman de la conscience malheureuse : Svevo, Gorki, Proust, Mann, Musil, Martin du Gard, Broch, Roth, Aragon, Genève, éd. Droz, 1983, 339 p. (ISBN 2-600-00513-7, lire en ligne)éd. augmentée, coll. « Titre courant », 1998
- L’amour dans la haine ou la jalousie dans la littérature : Dostoïevski, James, Svevo, Proust, Musil, Genève, éd. Droz, 1990 (réed.1996)
- Musil et la littérature européenne, Paris, Presses universitaires de France, coll. « Littératures européennes »,, 1998, 274 p. (ISBN 2-13-049454-4)
- Traduction italienne Musil e la letteratura europea, Turin, UTET libreria, 2002
- Proust ou le bonheur du petit personnage qui compare, Paris, éd. Honoré Champion, coll. « Recherches proustiennes », 2006, 258 p. (ISBN 2-7453-1381-9)

### Directions d’ouvrages collectifs
- Parler comme un livre, vivre comme on lit, La lecture littéraire, numéro spécial « Robert Musil, Paris, éd. Klincksieck, 2000
- Réceptions créatrices de l’œuvre de Flaubert, Littérature et Nation, n°22, Presses universitaires de Tours, 2000 (rééd.2001)
- La Tentation théâtrale des romanciers, Paris, éd. SEDES,coll. « Questions de littérature, 2002
- Autour du monologue intérieur, Paris, éd. Atlantica-Séguier, coll. « Carnets Séguier, 2004
- Réception et création, Littérature et Nation, n°32, Presses universitaires de Tours
- Roman d’éducation, roman de formation dans la littérature française et dans les littératures étrangères, Paris, éd. Kimé, 2007
- Originalités proustiennes, éd. Kimé, Paris, 2010.

### Quelques collaborations
- Cahiers pour un temps, n°11, "Italo Svevo et Trieste" (dir. Jacques Bonnet),, Paris, éd. Centre Georges Pompidou,, 1987
- Schopenhauer et la création littéraire en Europe » (dir. Anne Henry),, Paris, éd. Méridiens-Klincksieck, 1989
- Précis de Littérature comparée (dir. Pierre Brunel et Yves Chevrel),, Paris, éd. Presses universitaires de France, 1989
- La littérature comparée (dir. Didier Souiller et Wladimir Troubetzkoy),, Paris, éd. Presses universitaires de France, 1997
- Précis de Littérature européenne  (dir. Béatrice Didier), Paris, éd. Presses universitaires de France, 1998
- Dictionnaire Marcel Proust (dir. Annick Bouillaguet et Brian Rogers), Paris, éd. Honoré Champion, 2004